# Фердинанд Брауншвейг-Вольфенбюттельський
Фердинанд Брауншвейг-Вольфенбюттельський (нім. Ferdinand von Braunschweig-Wolfenbüttel; 12 січня 1721 — 3 липня 1792) — німецький військовий діяч королівства Пруссія, генерал-фельдмаршал (1758).

## Життєпис
Походив з однієї з гілок династії Вельфів — Молодшого Брауншвейзького дому. Четвертий син Фердинанда Альбрехта II, князя Брауншвейг-Вольфенбюттель, та Антуанетти Амалії Брауншвейг-Вольфенбюттельської. Народився 1721 року в Брауншвейгу.
У 1740 році вступає на службу до прусського короля, отримавши чин полковника Прусського стрілецького полку. Брав участь у Війні за австрійську спадщину. Тут відзначився в битвах біля Мольвіца 1741 року, Хотузіца 1742 року. З 1744 року на полі Першого батальйону королівської гвардії брав участь у Другій сілезькій війні під орудою Леопольда I, князя Ангальт-Дессау. Відзначився у битвах біля Гогенфрідбергу і Соорі в 1745 році. За це отримує звання генерал-майора інфантерії.
У 1750 році отримав звання генерал-лейтенанта. У 1752 році стає губернатором фортеці Пайц у лужицькій марці. 1755 року стає військовим губернатором Магдебургу і шефом П'ятого піхотного полку.
У 1756 року з початком Семирічної війни очолив одну з трьох колон прусського війська, що йшла на Лейпциг. Здобувши Лейпциг, направляється 13 вересня до Богемії, де в битві біля Лобозіца керував правим крилом пруссаків. Відзначився в битві під Прагою 1757 року, пізніше очолив замість Моріца фон Ангальт-Дессау облогу цього міста. У битві при Росбасі (тут французи зазнали цілковитої поразки) того ж року знову командував правим крилом прусського війська.
Після втрати посади герцогом Вільгельмом Августом Камберлендом, очолив Союзні війська в Німеччині. У 1758 році в битві біля Крефельда завдав поразки французькому генералу Людовику Бурбон-Конде. 1759 року принц Фердинанд здобув важливу перемогу біля Міндену над франко-саксонським військом на чолі із Луї-Жорж де Контадом. Повній перемозі завадив саботаж командувача англійського підрозділу. Проте завдяки перемозі зникла загроза для Ганновера, а французи вимушені були відступити до Рейну, залишивши Вестфалію і Гессен. Але того ж року зазнав поразки в битві біля Бергена від маршала Віктор-Франсуа де Брольї. Наслідком цього була французька окупація гессен-Касселя.
1760 року здобув нову перемогу над французами у битві біля Варбурга, зумівши вирватися з оточення. В подальшому завдав низку поразок французькому маршалу Шарлю де Роган-Субізу — біля Фелінггаузена 1761 року та Вільгельмшталя 1762 року. 21 вересня 1762 року не дозволив французькому війську прорватися до Гессену у битві при Брюкермюле, проте не здобув повної перемоги. 15 листопада того ж року уклав з супротивником перемир'я.
1763 року по закінченню війни отримав чин генерал-фельдмаршала й знову повернувся на посаду губернатора Магдебурга. У 1766 року через конфлікт з прусським королем пішов у відставку, перебравшися до Брауншвейга, значний час проводив у маєтку Фехельде. Лише 1772 року стосунки з королем налагодилися.
З 1782 року тяжко хворів. Помер 1792 року в Фехельде.